# Санчес Серен, Сальвадор
Сальвадо́р Са́нчес Сере́н (исп. Salvador Sánchez Cerén, псевдоним — Леонель Гонсалес (исп. Leonel González); род. 18 июня 1944) — сальвадорский революционер, член руководства Фронта национального освобождения имени Фарабундо Марти. Вице-президент в правительстве Маурисио Фунеса. Президент Сальвадора с 1 июня 2014 по 1 июня 2019 года.

## Биография
Санчес Серен родился 18 июня 1944 года в городе Кесальтепеке (департамент Ла-Либертад, Сальвадор). Его отец работал плотником, а мать — продавщицей в продуктовой лавке. В семье было 12 детей (Сальвадор — девятый ребенок).
Учился в школе для мальчиков им. Хосе Долореса Ларрейнага. В 1963 году окончил Школу им. Альберто Масферрера в Сан-Сальвадоре, получив специальность педагога. Работал учителем в сельских и городских школах. В 1965 году стал одним из основателей Национального союза учителей Сальвадора, который сегодня является самым большим объединением сальвадорских учителей. В 1978 году оставил преподавательскую деятельность.
С 1968 года женат на Росе Маргарите Вильяльте. Имеет сына и трёх дочерей, а также десять внуков и правнучку.

### Общественная и политическая деятельность
В 1970 году принял участие в создании Народных сил освобождения имени Фарабундо Марти и принял псевдоним Леонель Гонсалес. В 1983 году после убийства Мелиды Аная Монтес и самоубийства Сальвадора Каэтано Карпио был включен в Генеральное командование Фронта национального освобождения имени Фарабундо Марти. С 1990 по 1992 год участвовал от фронта в мирных переговорах, проходивших в мексиканской столице Мехико. В результате переговоров 16 января 1992 года был подписан мирный договор, известный как Чапультепекские соглашения. ФНОФМ преобразовался в легальную политическую партию.
В 2001—2004 годах Сальвадор Санчес Серен занимал должность генерального координатора ФНОФМ. В 2000—2009 годах являлся депутатом Законодательной ассамблеи. В 2006 году стал лидером парламентской фракции ФНОФМ. В 1999 и 2004 годах баллотировался на пост вице-президента. Занял этот пост в 2009 году в паре с президентом Маурисио Фунесом Картахеной. Это был первый случай в истории Сальвадора, когда руководство страны возглавили представители левых сил. Также в 2009—2012 годах Сальвадор Санчес Серен занимал пост министра образования.

### Пост президента Сальвадора
Во втором туре президентских выборов 2014 года Санчес Серен набрал 50,11 %. 17 марта он был официально объявлен новым президентом Сальвадора до 2019 года. 1 июня прошла церемония инаугурации и Санчес Серен официально вступил в должность президента Сальвадора. Он призвал бороться с преступностью, наркотрафиком, вымогательством и всеми проявлениями насилия.
В 2017 году в Сальвадоре впервые в мире была запрещена разработка месторождений металлов в целях защиты окружающей среды и здоровья граждан. Была поднята минимальная зарплата работников (от 200 до 300 долл. в зависимости от отрасли), что вызвало серьёзные трения правительства с частным сектором.
Санчес Серен открыл свою официальную резиденцию для посещения раз в две недели всеми желающими в качестве художественной галереи. Сам он не собирается пользоваться резиденцией в течение своего срока, поскольку намерен жить в частном доме.